# Толковая Палея
Толковая Палея, твір старої ц.-слов. літератури, місце і час (10 — 13 ст.) постання якого сумнівні; виклад Старого Завіту, полемічно спрямований проти староєврейської релігії, доведений до царя Давида з використанням староболг. «Шестоднева» і коментарів до Біблії. Толковая Палея мала вплив на оригінальну літературу Київської Руси, зокрема як одне з джерел «Повісти временних літ».